# Warlords III: Reign of Heroes
Warlords III: Reign of Heroes – komputerowa gra strategiczna, wyprodukowana przez australijskie studio Strategic Studies Group i wydana przez Red Orb Entertainment 2 października 1997. Jest to trzecia gra z serii Warlords. 
W 1998 roku wydany został dodatek Warlords III: Darklords Rising.